# Rudolf Salzmann
Rudolf Salzmann (* 2. Januar 1912 in Bern; † 30. März 1992 in Zürich) war ein Schweizer Pflanzenbauwissenschaftler. Über drei Jahrzehnte wirkte er an der Eidgenössischen Landwirtschaftlichen Versuchsanstalt Zürich-Oerlikon. Sein Hauptarbeitsgebiet war der Kartoffelbau.

## Leben und Wirken
Rudolf Salzmann, Sohn eines Notars und Inspektors der kantonalen Justizdirektion, absolvierte nach dem Besuch einer Handelsschule ein landwirtschaftliches Praktikum. Nach privaten Intensivkursen bestand er 1929 die Aufnahmeprüfung an der Eidgenössischen Technischen Hochschule (ETH) Zürich. Dort studierte er Landwirtschaft und erwarb 1933 das Diplom zum Ingenieur-Agronom. Anschließend war er sieben Jahre lang als wissenschaftlicher Assistent am Institut für Pflanzenbau dieser Hochschule tätig. Während dieser Zeit entstand seine Dissertation über die Antropochoren der schweizerischen Kleegraswirtschaft, mit der er 1939 an der ETH Zürich den Doktorgrad erwarb. Seit 1941 arbeitete er als Pflanzenbau-Experte an der Eidgenössischen Agrikulturchemischen Anstalt (heute Forschungsanstalt) Liebefeld-Bern.
1944 übernahm Salzmann die Leitung der Sektion Kartoffelbau an der Eidgenössischen Landwirtschaftlichen Versuchsanstalt Zürich-Oerlikon. Von 1951 bis 1977 war er Direktor dieser Forschungsstätte (1968 – nach dem Umzug in neue Gebäude – Namensänderung in: Forschungsanstalt für landwirtschaftlichen Pflanzenbau Zürich-Reckenholz). Salzmanns Hauptinteresse galt dem Kartoffelbau. Seine bedeutendste Veröffentlichung ist das 1950 erschienene Buch „Die wichtigsten Krankheiten und Schädlinge der Kartoffel und ihre Bekämpfung“. Es fand in deutscher und französischer Sprache weite Verbreitung und erfuhr 1969 eine erweiterte Neuauflage.
Bedeutende Verdienste für die Landwirtschaft in der Schweiz erwarb sich Salzmann mit der Einführung von eindeutigen Vorschriften bei der Anerkennung von Saat- und Pflanzgut. Er arbeitete in zahlreichen in- und ausländischen Fachorganisationen maßgebend mit, vor allem im Schweizerischen Saatzuchtverband und in der Pflanzenbau-Kommission des Schweizerischen Landwirtschaftlichen Vereins. Von 1963 bis 1966 war er Präsident der Europäischen Gesellschaft für Kartoffelforschung. Mehr als zehn Jahre hielt er als Lehrbeauftragter an der ETH Zürich Vorlesungen über die Bebauung von Meliorationsgebieten.

## Werke
- Die Antropochoren der schweizerischen Kleegraswirtschaft, die Abhängigkeit ihrer Verbreitung von der Wasserstoffionenkonzentration und der Dispersität des Bodens mit Beiträgen zu ihrer Keimungsbiologie. Verbandsdruckerei Bern 1939. – Zugl.: Diss. Techn. Hochschule Zürich 1939.[1]
- Aktuelle Fragen im schweizerischen Kartoffelbau. Eidgenössische Landwirtschaftliche Versuchsanstalt Zürich-Oerlikon 1948.
- Die wichtigsten Krankheiten und Schädlinge der Kartoffel und ihre Bekämpfung. Verbandsdruckerei Bern 1950. – 2. Aufl. unter dem Titel Krankheiten und Schädlinge der Kartoffel (gemeinsam mit E. R. Keller). Landwirtschaftliche Lehrmittelzentrale Zollikofen 1969.